# Carl Jörn

Carl Jörn, Hamburg, wurde für die kgl. Oper in Berlin verpflichtet.

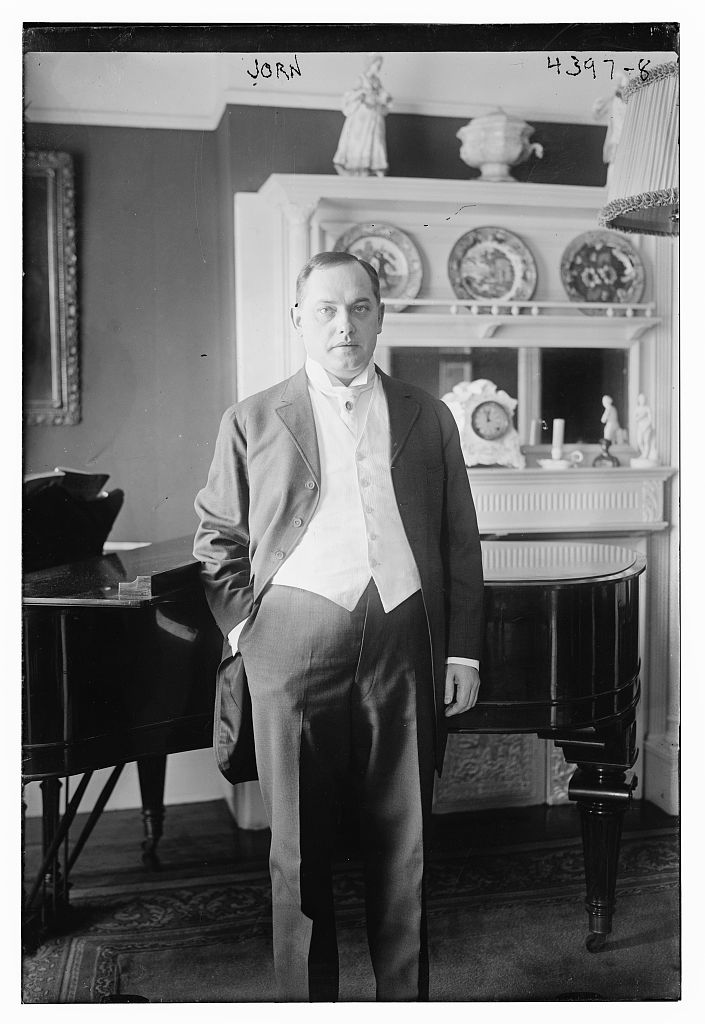
Carl Jörn (1917)

Carl Jörn, auch Karl Jörn (5. Januar 1873 in Riga – 19. Dezember 1947 in Denver, Colorado) war ein deutsch-amerikanischer Opernsänger (Tenor) und Gesangspädagoge.

## Leben
Jörn, Sohn eines Schuhmachermeisters, entdeckte im 18. Lebensjahr seine Stimme und damit zugleich seinen zukünftigen Lebensberuf. Ein großer Kunst- und Musikmäzen bot ihm die Mittel, um sich gründlich für die Bühnentätigkeit vorbereiten zu können. Schütte-Harmsen, Gesangsmeisterin Jacobs und Frau Luise Ress (Berlin) verdankt er seine Ausbildung. Sein erstes Engagement fand er 1896 in Freiburg, wo er als Lyonel in Martha debütierte und zwei Jahre verblieb. 1898 trat er in den Verband des Stadttheaters in Zürich und kam von dort auf Empfehlung Ludwig Barnays ans Stadttheater nach Hamburg (1899). Am 13. März 1900 sprang Jörn gewissermaßen in letzter Stunde für den Hofopernsänger Adolf Philipp ein. 1902 wurde er fest verpflichtet, danach ging er von 1902 bis 1908 an die Berliner Hofoper. Aus dieser Zeit gibt es u. a. Aufnahmen von Cavalleria rusticana, Rigoletto, den Hugenotten, Bajazzo, Carmen und Martha. Er war der Lieblingssänger Kaiser Wilhelms II., der ihm mehrfach Geschenke machte.
Von 1905 bis 1908 war er regelmäßig Gast beim Londoner Royal Opera House Covent Garden, er trat auch als Gast in Brüssel und Amsterdam auf.
Im Jahre 1908 ging er in die USA an die Metropolitan Opera New York, wo er bis 1914 wirkte.
1914 kreierte er am Deutschen Opernhaus Berlin in der dortigen Premiere den Parsifal. Obwohl man ihn in Berlin halten wollte und sich sogar Kaiser Wilhelm II. für seinen Verbleib einsetzte, ging er in die USA zurück.
1916 wurde er US-amerikanischer Staatsbürger und beendete seine Sängerlaufbahn. Sein Vermögen verlor er durch Spekulationen mit dubiosen Erfindungen in den 1920er-Jahren.
Er lebte danach als Gesanglehrer in Denver. Als Johanna Gadski von 1929 bis 1931 mit der German Opera Company durch die USA tourte, lud sie ihn ein, daran teilzunehmen. 1932 eröffnete er in New York ein Gesangsstudio, ging aber später wieder nach Denver.
Carl Jörn war mit der Sängerin Else Jörn-Becker verheiratet.

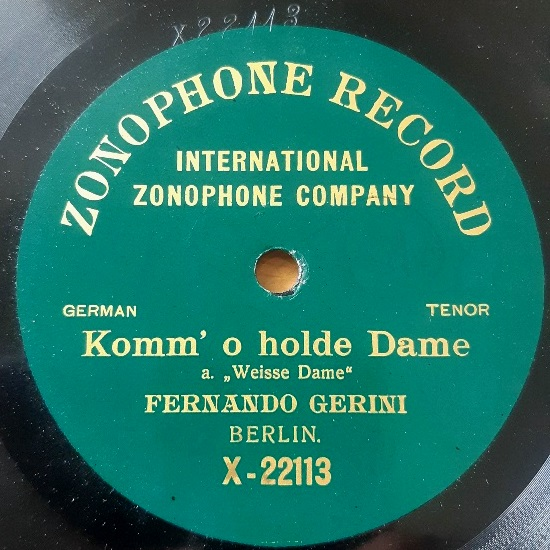
Unter Pseudonym gesungene Schallplatte von Carl Jörn (Berlin 1904)

Er hinterließ zahlreiche Aufnahmen für G&T (Berlin 1903–07), Zonophone (Berlin 1904, unter dem Pseudonym "Fernando Gerini"), Gramophone (Berlin 1908–14), Columbia (New York 1915–17) und Edison (New York 1915–19), außerdem Walzen für Edison (Berlin 1904–05) und Pathé (Berlin 1905).
Die Stimme von Else Jörn ist durch zwei Polyphon-Platten mit Weihnachtsliedern dokumentiert (Berlin 1922).